# Gongylidiellum kathmanduense
Gongylidiellum kathmanduense är en spindelart som beskrevs av Jörg Wunderlich 1983. Gongylidiellum kathmanduense ingår i släktet Gongylidiellum och familjen täckvävarspindlar.
Artens utbredningsområde är Nepal. Inga underarter finns listade i Catalogue of Life.